# رمزي (مغني إنجليزي)
للمغني الأميركي من أصل لبناني، انظر إلى رمزي (مغني أميركي)
رمزي (بالإنجليزية Ramzi) مغني ومؤلف وملحن إنكليزي من أصل لبناني. اسمه الكامل رمزي سليمان يغني بالإنجليزية وأحيانا يضم كلمات عربية إلى أغانيه. وكمؤلف كتب أغان لعدة فنانين منهم كيلي كلاركسون، تايو كروز، وغنى وعزف مع وويستلايف وافتتح لحفلة فلو رايدا وGipsy Kings

## الألبومات
- 2009: Chapter One
- 2011: Touch the Sky

## السينغلز
- 2007: "Alone"
- 2009:  "Love is Blind" مع Ash King
- 2009: "Fall in Love"
- 2009: "Say Good Night"
- 2011: "My Wife"
- 2011: "Pretending"
- 2013: "Laylitna" مع Wonho Chung
- 2013: "Smile" مع Gurinder Seagal
- 2016: "Forbidden Love" مع Mello La Voz

## وصلات خارجية
- الموقع الرسمي